# Patrick Müller (Schauspieler)

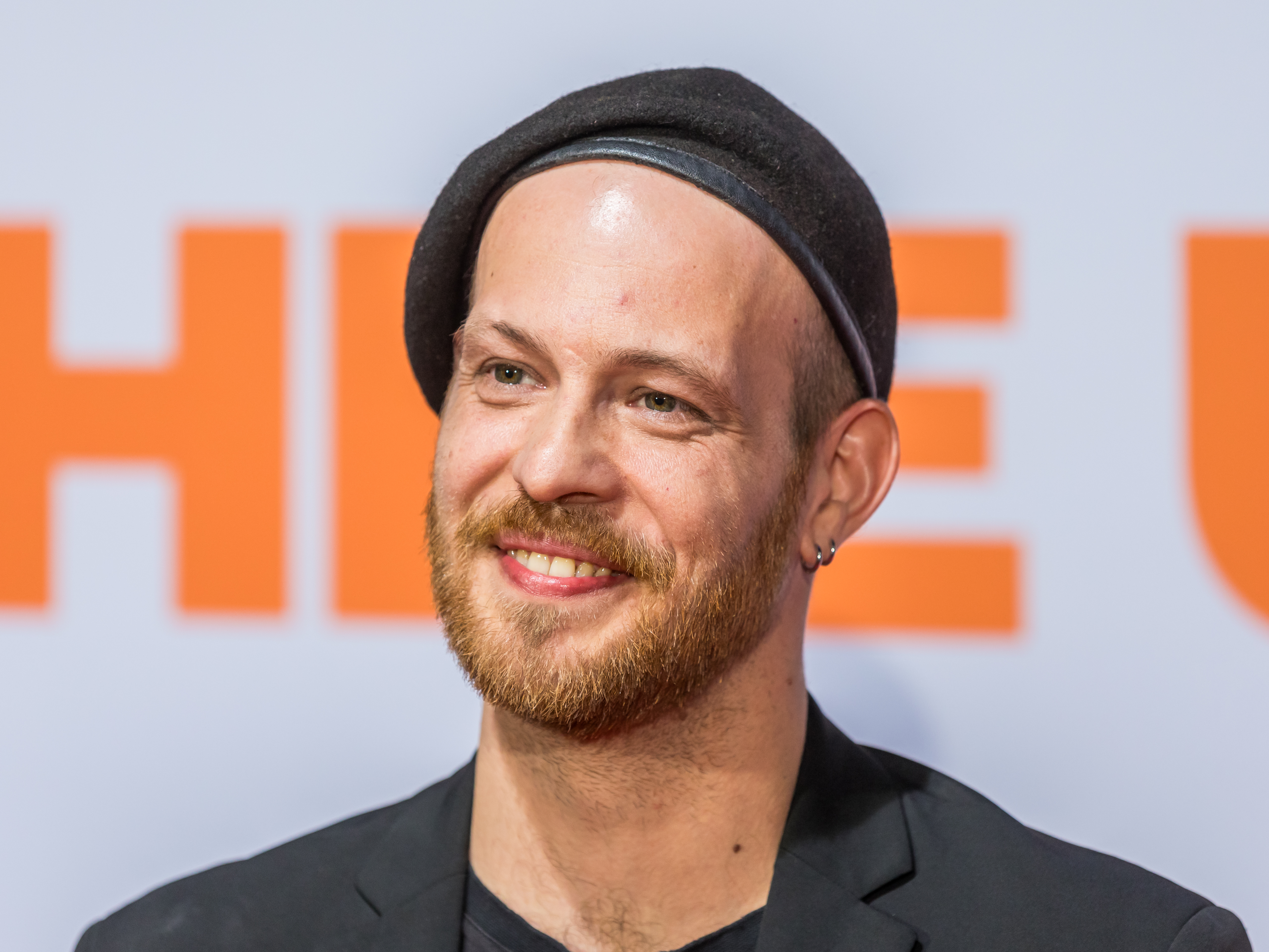
Patrick Müller, 2024

Patrick Müller (* 25. März 1988 in Winsen (Luhe)) ist ein deutscher Schauspieler.

## Leben
Patrick Müller wuchs in dem niedersächsischen Ort Maschen auf, hat eine vier Jahre jüngere Schwester und begann im Alter von 12 Jahren mit der Schulschauspielerei. Mit 15 Jahren hatte er unter anderem in Alphateam und Die Rettungsflieger seine ersten Filmrollen. Außerdem wirkte er auch in dem mit dem Erich-Kästner-Fernsehpreis ausgezeichneten Kurzfilm Helden in Gummistiefeln mit. Müller spielte 2004 die Hauptrolle im anlässlich der Olympischen Spiele in Athen produzierten ZDF-Zweiteiler Die Goldjungs. Außerdem übernahm er von 2004 bis 2005 eine durchgehende Rolle in der Krimiserie Jetzt erst recht. 2010 spielte er in dem Kurzfilm Nora die Rolle des Florian.
Seit Dezember 2006 ist er als Intrigant Tobias Lassner in einer Hauptrolle in der RTL Daily Soap Unter uns zu sehen.
Mit seinen Unter uns-Kollegen Claudelle Deckert (Eva Wagner), Lars Steinhöfel (Ingo „Easy“ Winter), Maximilian Claus (Erik Hansen) und seiner Ehefrau Joy Lee Juana Abiola-Müller (Micki Fink), nahm Müller im Mai 2013 an Das perfekte Promi-Dinner teil, die beiden belegten den 2. Platz.
Privat ist Müller seit 2009 mit seiner Schauspielkollegin Joy Lee Juana Abiola-Müller liiert und seit 2011 verheiratet. 2015 kam die gemeinsame Tochter zur Welt. 2019 bekamen die beiden einen Sohn, ein weiterer folgte 2021.

## Filmografie
Schauspiel
- 2003: Alphateam
- 2003: Die Rettungsflieger
- 2004: Helden in Gummistiefeln
- 2004: Die Goldjungs
- 2004–2005: Jetzt erst recht
- seit 2006: Unter uns
- 2010: Nora
- 2012: Nein, tu’ das nicht
- 2013: Snuff
- 2013: Ein Fall für die Anrheiner
- 2013: Das perfekte Promi-Dinner (Reality-Kochshow)
- 2013: Du oder ich?
- 2019: SOKO Wismar (Fernsehserie, Folge 16x14:Tod eines Helden)

Regie
- 2013: Lachen für Kids (Werbespot)

## Auszeichnungen & Nominierungen
German Soap Award
- 2011: Bester Darsteller Daily Soap Nominierung
- 2012: Bester Schauspieler Nominierung